# Crotalaria sessiliflora
Crotalaria sessiliflora är en ärtväxtart som beskrevs av Carl von Linné. Crotalaria sessiliflora ingår i släktet sunnhampor, och familjen ärtväxter.

## Underarter
Arten delas in i följande underarter:
- C. s. hazarensis
- C. s. sessiliflora